# 斎藤正二
斎藤 正二（さいとう しょうじ、1925年〈大正14年〉12月11日 - 2011年〈平成23年〉1月21日 ）は、日本の教育学者、創価大学名誉教授。

## 経歴
東京府（現東京都八王子市）生まれ。1953年、東京大学文学部教育学科卒業。雑誌『日本短歌』（日本短歌社）編集長、『現代日本詩人全集』（東京創元社）編集長、雑誌『短歌』（角川書店）編集長、などを歴任。日本大学文理学部および芸術学部講師、國學院大學文学部講師、二松学舎大学教授、東京電機大学理工学部教授、創価大学教育学部教授、1996年定年、名誉教授。1979年「日本的自然観の研究」で名古屋大学教育学博士。

## 人物
「日本的自然観」「やまとだましい」「サクラ（桜）」等の言葉に象徴される日本伝統イデオロギーの構造を、歴史的に解明した著述がある。特に『日本人とサクラ』（講談社）は「桜の社会科学の古典」（佐藤俊樹『桜が創った「日本」』）と評されている。代表作に『「やまとだましい」の文化史』（講談社）、『日本的自然観の研究』（八坂書房、全2巻）など。
初期には、アララギの歌人（21歳で同人欄作家に推挙された）として、また文芸評論家として活躍した。その頃の人物像については、中井英夫『黒衣の短歌史』（潮出版社）、岡井隆『ぼくの交遊録』（ながらみ書房）に記述されている。
外国文学の翻訳も多い。
堀一郎に師事した。西脇順三郎、瀧井孝作、三好達治、等の文人と親しい交流があった。

## 著作

### 単著
- 『芭蕉――自然を愛した詩人』(岩崎書店、1959年)
- 『書物と印刷の文化史』(国土社、1960年)
- 『戦後の短歌』(社会思想社、1966年)
- 『「やまとだましい」の文化史』(講談社、1972年)
- 『日本人と植物・動物』(雪華社、1975年)
- 『花の思想史』(ぎょうせい、1977年)
- 『日本的自然観の研究』(八坂書房、全2巻、1978年)
- 『日本人とサクラ』(講談社、1980年)
- 『若き牧口常三郎』(第三文明社、1981年)
- 『世界子どもの歴史』Ⅰ先史時代 (第一法規、1985年)
- 『日本的自然観の変化過程』(東京電機大学出版局、1989年)
- 『古事記の物語　神がみのパフォーマンス』(八坂書房、1989年)
- 『斎藤正二著作選集』(八坂書房、全7巻、2001-2006年)
- 『牧口常三郎の思想』(第三文明社、2010年)

### 共著
- 『国語科教育法』 阪本越郎,吉田昇共編、学文社、1969

### 翻訳
- 『キュビスムの画家たち』 ギヨーム・アポリネール (緑地社) 1957
- 『現代芸術の精神』 ワシリー・カンディンスキー (昭森社) 1958
- 『大学教育の理念　アメリカの高等教育概観』 フランシス・ミレー・ロジャース (緑地社) 1958
- 文学とは何か (G.ミショー、世界教養全集、平凡社、1961
- 芸術に関する101章 アラン 世界教養全集、平凡社、1962
- 『ハックルベリ・フィンの冒険』 マーク・トウェイン (角川文庫)、1962
- 『仮面の民俗学』 ジャン・ルイ・ベドゥアン (白水社・文庫クセジュ、1963)
- 『トム・ソーヤーの冒険』 マーク・トウェイン (角川文庫) 1964
- 『ガリヴァー旅行記』 ジョナサン・スウィフト (角川文庫、1964)
- 『バイロン詩集』 ジョージ・ゴードン・バイロン　世界の詩集 (角川書店) 1967
- 『富への道』 フランクリン、世界の人生論、角川書店、1968
- 『イリュミナシオン』 アルチュール・ランボー　ランボー全集 (雪華社) 1970
- 『二都物語』 チャールズ・ディケンズ (学研)
- 『フランクリン自伝』 ベンジャミン・フランクリン (講談社文庫) 1973
- 『怪談』 ラフカディオ・ハーン (講談社文庫) 1976
- 『ザルモクシスからジンギスカンへ　ルーマニア民間信仰史の比較宗教学的研究』 林隆共訳、エリアーデ著作集11 (せりか書房、1976-1977)
- 『日本人の住まい』 エドワード・S・モース (藤本周一共訳、八坂書房、1979)
- ゴンボ・ゼーブス.カルマそのほか.書簡『ラフカディオ・ハーン著作集14-15』 (恒文社、共訳) 1983-1988
- 東西文学評論その他　『ラフカディオ・ハーン著作集5』 (恒文社、共訳) 1988

### 編集・監修等
- 『日本を知る事典』(社会思想社)
- 『牧口常三郎全集』(第三文明社)
- 『学問と情熱』 第33巻 牧口常三郎――こどもたちのしわわせのために(紀伊国屋書店)